# Àngel Palerm i Vich
Àngel Palerm i Vich (Eivissa, 1917-Ciutat de Mèxic,1980), va ser un etnòleg i antropòleg eivissenc que va desenvolupar la major part de la seva activitat científica a Mèxic, on s'hagué d'exiliar el 1939.

## Infància i joventut
Nasqué en una família de comerciants, sent el tercer de quatre germans, visqué al barri de la Marina i estudià primària amb el mestre Joaquim Gadea. Era germà de Joan Antoni Palerm Vich. El 1928 ingressà a l'Institut d'Ensenyament Mitjà d'Eivissa, on coincidí amb l'escriptor Enric Fajarnés Cardona i l'anarcosindicalista Vicent Serra.

## La República i la Guerra
Amb la proclamació de la Segona República s'integrà a l'Associació Professional d'Estudiants Eivissencs (APEI), que era el nom de la delegació de la FUE (Federació Universitària Espanyola) a Eivissa, que havia fundat el seu germà Joan Antoni Nito. El 1933 va passar a formar part de la CNT. Va ser un dels fundadors de les Joventuts Llibertàries i de la FAI a Eivissa, l'any 1935, amb Joan Antoni Palerm, Albert Hurtado i Silvà Gotarredona Planas, formant el grup de Los indeseables. El seu germà Joan Antoni, en canvi, es decantà cap al PCE a través de la militant comunista mallorquina Aurora Picornell. Com a activista de la FAI va ser un dels promotors i organitzadors de l'anarcosindicalisme pitiús. A partir de 1934 col·laborà a Cultura Obrera, setmanari anarcosindicalista balear, editat a Mallorca, sota els pseudònims d'Angelo i Angelus. El setembre de 1935 es publicà a Eivissa el quinzenari anarquista Emancipación, amb la intenció que fos el portaveu de les Joventuts Llibertàries a les Balears. El 1935, arran d'un article aparegut en el primer número de Emancipación, els anarquistes eivissencs i formenterers patiren una dura persecució. Àngel Palerm i Antoni Cardona foren detinguts i empresonats a Eivissa i després a Palma, on foren processats. El mes de maig de 1936, poc abans de l'esclat bèl·lic, assistí al quart congrés de la CNT a Saragossa, com a delegat del Sindicat de Treballadors d'Eivissa i del Sindicat d'Oficis Diversos de Formentera (representava 250 afiliats eivissencs i 450 formenterers). Va ser un dels ponents en el debat sobre la política d'aliances. En acabar el congrés participà en una campanya de propaganda de la CNT per terres aragoneses. Un cop retornat a Eivissa participà activament en la preparació de la vaga de la fàbrica de Can Ventosa, poc abans de la sublevació contra la República.
En produir-se la sublevació dels militars i l'extrema dreta falangista contra el règim democràtic, Palerm, que tenia previst començar els estudis d'història a Barcelona, participà, juntament amb altres anarquistes, a l'assalt al polvorí de Talamanca, d'on se'n dugueren una important quantitat d'explosius i pólvora. Foren detinguts i empresonats al castell de Dalt Vila. El 9 d'agost, l'arribada a l'illa de les tropes republicanes comandades per Alberto Bayo els va alliberar. Va ser anomenat membre del Comitè de Milícies Antifeixistes que governà l'illa aquelles setmanes. Formà part de la redacció del "Diario de Ibiza". Col·laborà en l'edició a Eivissa de Cultura Obrera. El 22 d'agost fou enviat pel Comitè de Milícies, junt amb Emili Garcia Rovira i Just Tur Puget, a Barcelona per tal de gestionar davant la Generalitat la tramesa d'una petita força d'ordre públic, productes alimentaris i benzina. Poc després passà a Menorca per integrar-se en la columna de la CNT que havia d'anar amb Bayo a Mallorca. La contraofensiva franquista, ajudada pels avions italians, frustrà l'èxit de l'expedició. Aleshores Palerm s'allistà a l'exèrcit republicà.
Els fets de maig de 1937 l'influïren en el sentit d'acostar-se als comunistes estalinistes del PSUC i abandonar l'anarcosindicalisme. Les seves paraules foren: Si s'havia perdut la revolució, s'havia de guanyar la guerra. Incorporat a l'exèrcit republicà participà en les batalles de Belchite i en les ofensives de Lleida i Saragossa. Arribà al grau de comandant d'infanteria de l'exèrcit republicà. Fou comandant en cap d'Estat Major de la Brigada Internacional Garibaldi. Ferit tres cops, fou condecorat amb la medalla al valor.

## L'exili
El febrer de 1939 sortí de Catalunya cap a França, on va estar internat en un camp de concentració. Pogué embarcar en el moll de Bordeus, el juliol de 1939, en el vaixell Mexique rumb a Mèxic. En el mateix vaixell es trobà amb el seu germà Joan Antoni Palerm. Un altre germà, Armand, havia mort de tifus durant la batalla de l'Ebre. A Mèxic es casà, l'any 1941, amb l'antropòloga Carmen Viqueira Landa, nascuda a Badajoz el 1923. El matrimoni va tenir quatre fills: Armando, Juan Vicente, Jacinta i Ángel. A Mèxic Palerm participà activament en la vida dels exiliats. Ocupà càrrecs destacats en les Joventuts Socialistes Unificades (JSU) i va ser redactor en cap de les revistes Juventud de España, La Lucha de la Juventud i Presencia. El 1945 abandonà el PCE pel seu desacord amb la línia del partit i, durant els primers mesos de 1947, formà part del Movimiento de Oposición Comunista de José Hernández. El mateix any havia editat Voz de alarma a nuestra generación. Una posición frente a los problemas actuales de la juventud de España on es manifestava en contra de la subordinació de les JSU al PCE. Aviat, Palerm i companys seus com Eduardo Castro i José Tejedor, deixaren el grup de José Hernández i publicaren la revista Nueva España, que no va durar gaire.

## La trajectòria científica
El 1949 es llicencià en Història a la facultat de filosofia i lletres de la Universidad Nacional Autónoma de Mèxic També estudià antropologia cultural a l'Escuela Nacional de Antropología e Historia (ENAH), on obtingué, el 1952, el grau de mestre en etnologia. A l'ENAH hi estudiaren un conjunt d'antropòlegs i arqueòlegs espanyols com Pedro Carrasco, Santiago Genovés, José Luis Lorenzo i Pedro Armillas. El 1962 es doctorà en Ciències Socials a l'Instituto de Planeación Regional de Perú.
El 1952 marxà als EUA, a Washington, a treballar com a funcionari per la Unión Panamericana. En aquest país, treballà durant 13 anys en l'Organització dels Estats Americans i arribà a ésser ajudant executiu del secretari de la Unió Panamericana; fou codirector de la "Revista Interamericana de Ciencias Sociales”. Del 1961 a 1965 va ser director del Departament d'Assumptes Socials. La seva posició crítica sobre la intervenció nord-americana a la República Dominicana i en el Vietnam el dugué a abandonar els EUA.
El 1965 tornà a Mèxic. Entre 1965 i 1966 va ser representant especial del secretari general de l'OEA a diversos països d'Amèrica Llatina. Exercí de professor a la Universidad Mayor de San Marcos de Lima, al Perú. Fou professor d'etnologia a l'ENAH fins que el 1968 abandonà el càrrec com a protesta per la repressió dels estudiants del 2 d'octubre de 1969 i per l'expulsió de professors compromesos amb el moviment estudiantil. Treballà durant dotze anys com a professor del Departament d'Antropologia a la Universidad Iberoamericana, on romangué gran part de la seva vida acadèmica. Hi fundà i dirigí la carrera d'antropologia social i l'Instituto de Ciencias Sociales d'aquesta universitat. A partir de 1973, fou també director del Centro de Investigaciones Históricas Superiores de l'ENAH (1975-80). Realitzà treballs de camp a Guatemala, Perú, Israel i, sobretot, a Mèxic. Les seves tesis antropològiques el dugueren a defugir l'escolàstica marxista per adoptar posicions obertes a un evolucionisme multilineal que comportava preveure la possibilitat de la supervivència del capitalisme o de la seva transició cap a altres sistemes que no havien de ser necessàriament el socialisme. La seva aplicació del model del despotisme oriental per explicar l'estalinisme provocà respostes irades dels marxistes ortodoxos prosoviètics. S'esforçà per trobar un mètode comparatiu que fos d'aplicació a les diferents formacions socials i se centrà, en especial, en l'agricultura meso-americana, els sistemes prehidràulics, en la història de l'etnologia, en el concepte de mode de producció, a la relació entre marxisme i antropologia i en la formació del sistema colonial. Va anar a Madrid, en el curs 1971-72, com a professor visitant de la Universidad Complutense. Va morir a Ciutat de Mèxic el 17 de juny de 1980.

## Reconeixement
Àngel Palerm s'ha convertit en un referent mundial de l'antropologia social. Cal destacar els treballs sobre la cultura hidràulica prehispànica, les seves aportacions a la teoria etnològica i a la metodologia científica en antropologia. Es pot dir que fou un dels principals exponents de la nova antropologia llatinoamericana. La biblioteca del CIESAS (Centro de Investigaciones y Estudios Superiores en Antropologia Social) a la Ciutat de Mèxic i l'auditori del CLACSO (Consejo Latinoamericano de Ciencias Sociales) a Buenos Aires duen el seu nom. El 2005 s'inaugurà a la Universidad Iberoamericana la càtedra Àngel Palerm.

## Obres
Les seves obres més importants són: The Irrigation Civilizations, amb Julian Steward i Karl A. Wittfogel (1954), Studies in Human Ecology, amb Eric R.Wolf i L.Krader (1957), Planificación regional (1965), Introducción a la teoría etnológica (1967), Planificación de la educación en México (1968), Agricultura y sociedad en Mesoamérica (1972), Historia de la etnología (en tres volums, 1974-77) i Antropología y marxismo (1980).